# Stigmella prunifoliella
Stigmella prunifoliella là một loài bướm đêm thuộc họ Nepticulidae. Nó được tìm thấy ở Pennsylvania, Ohio, New York, Kentucky và Ontario.
Sải cánh dài 4-4.5 mm.

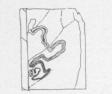
Mine

Ấu trùng ăn Prunus species, bao gồm Prunus serotina, Prunus pensylvanica và Prunus nigra. Chúng ăn lá nơi chúng làm tổ. 